# USS America (LHA-6)
USS America (LHA-6) – amerykański okręt desantowy typu America (śmigłowcowiec-desantowy wsparcia (Landing Helicopter Assault)). Jako pierwsza jednostka typu wszedł do służby w 2014. Pierwsza jednostka wybudowana w ramach programu „LHA Replacement”, którego celem jest zastąpienie pięciu wycofanych w latach 2005-2015 okrętów desantowych typu Tarawa. Czwarta jednostka w historii United States Navy nosząca imię dla uczczenia nazwy kontynentu i państwa.

## Projekt i budowa

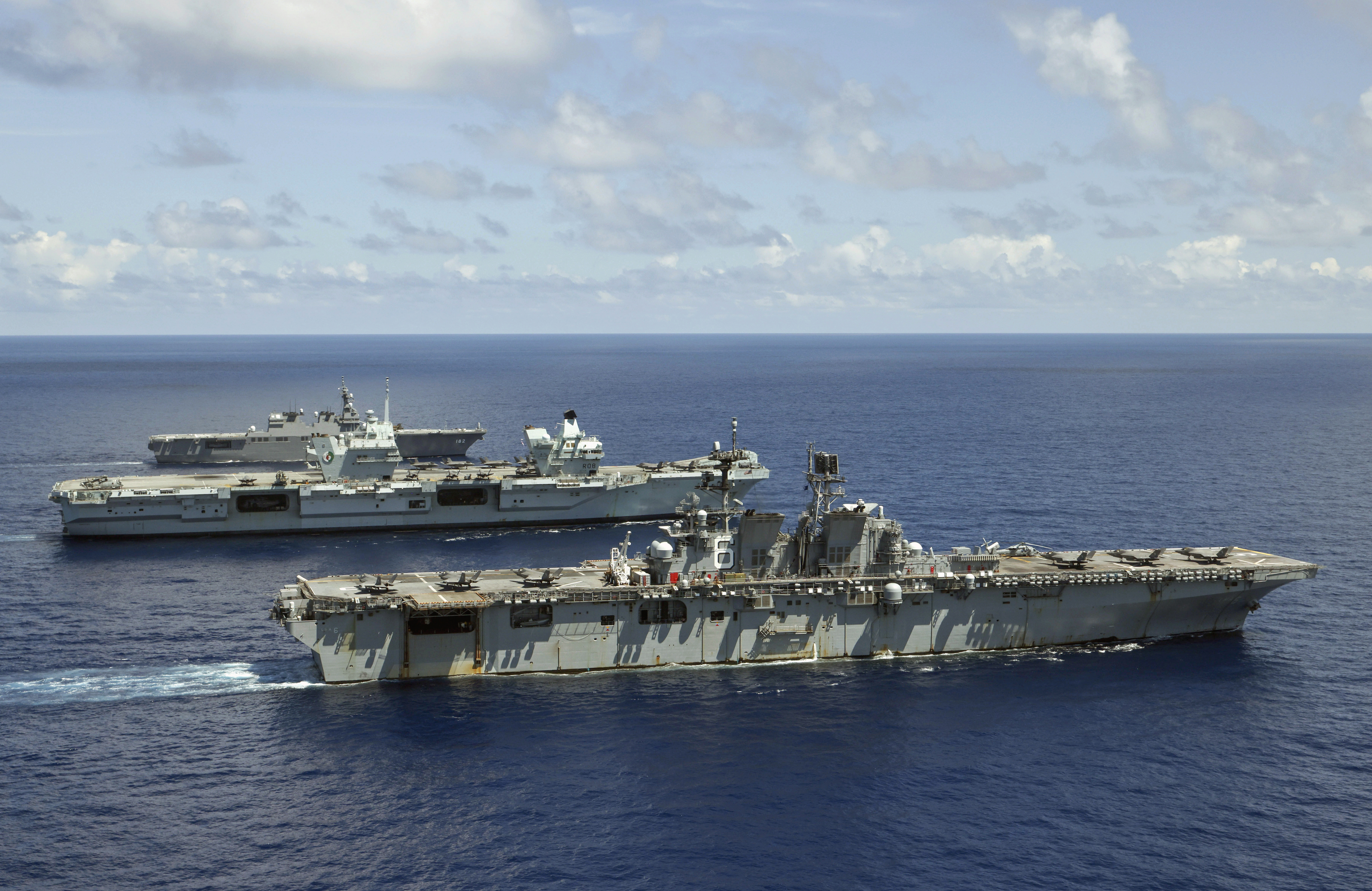
USS „America” (na pierwszym planie) amfibijny okręt szturmowy Marynarki Wojennej Stanów Zjednoczonych, HMS „Queen Elizabeth” (w środku) i „Ise”, niszczyciel śmigłowcowy typu Hyūga Japońskich Morskich Sił Samoobrony na Morzu Filipińskim (24 sierpnia 2021)

Projekt USS „America” bazował na doświadczeniach zdobytych przy budowie i eksploatacji okrętów desantowych typu Wasp, a w szczególności ostatniego okrętu tego typu USS „Makin Island”, z którym posiada ten sam układ napędowy z turbiną gazową, system dystrybucji energii elektrycznej. Najważniejszą zmianą w porównaniu do starszych okrętów była rezygnacja z wbudowanego doku służącego do dostarczania małych pojazdów desantowych. Zaoszczędzone miejsce wykorzystano na zwiększenie możliwości operacji lotniczych z pokładu okrętu przez użycie zmiennowirnikowców MV-22B Osprey i samolotów krótkiego startu i pionowego lądowania F-35B. W tym celu powiększono pokład hangarowy, odpowiednio do potrzeb rozbudowano obiekty obsługi lotniczej, zwiększono ilość miejsca dla przechowywania części i sprzętu pomocniczego, oraz zwiększono ilość przewożonego paliwa lotniczego .
Zamówienie na nowy okręt desantowy o wartości 2,4 mld dolarów zostało złożone 1 czerwca 2007. Rozpoczęcie budowy nastąpiło 17 lipca 2009 w stoczni Ingalls Shipbuilding w Pascagoula w stanie Missisipi. Wodowanie miało miejsce 4 czerwca 2012. Próby morskie rozpoczęły się 5 listopada 2013. Okręt wszedł do służby 11 października 2014 .

## Służba
Okręt opuścił stocznię Ingalls Shipbuilding w lipcu 2014 i udał się w rejs do swojego portu macierzystego w San Diego, odwiedzając po drodze liczne porty w rejonie Ameryki Południowej. W ramach tej podróży 5 sierpnia 2014 odwiedził Rio de Janeiro. Oficjalna ceremonia wejścia do służby miała miejsce podczas obchodzenia tygodnia floty w San Francisco 11 października 2014 .